# Salgueiro (tiểu vùng)
Salgueiro là một tiểu vùng thuộc bang Pernambuco, Brasil. Tiều vùng này có diện tích 8760 km², dân số năm 2007 là 151839 người.